# Gimnastyka na Letnich Igrzyskach Olimpijskich 2012 – skoki na trampolinie mężczyzn
Skoki na trampolinie mężczyzn na Letnich Igrzyskach Olimpijskich 2012 rozegrane zostały 3 sierpnia w hali The O2.

## Terminarz
| Data            | Godzina |            |
| --------------- | ------- | ---------- |
| 3 sierpnia 2012 | 14:00   | Eliminacje |
| 3 sierpnia 2012 | 15:26   | Finał      |

## Wyniki

### Kwalifikacje
| Pozycja | Zawodnik           | Układ obowiązkowy | Układ dowolny | Kara | Łącznie | Uwagi |
| ------- | ------------------ | ----------------- | ------------- | ---- | ------- | ----- |
| 1.      | Dong Dong          | 51.160            | 61.735        |      | 112.895 | Q     |
| 2.      | Dmitrij Uszakow    | 50.705            | 61.900        |      | 112.605 | Q     |
| 3.      | Lu Chunlong        | 51.064            | 61.235        |      | 112.299 | Q     |
| 4.      | Masaki Itō         | 49.990            | 59.820        |      | 109.810 | Q     |
| 5.      | Yasuhiro Ueyama    | 49.554            | 60.255        |      | 109.809 | Q     |
| 6.      | Jason Burnett      | 49.670            | 59.395        |      | 109.065 | Q     |
| 7.      | Grégoire Pennes    | 49.770            | 57.769        |      | 107.539 | Q     |
| 8.      | Nikita Fiedorienko | 49.865            | 57.205        |      | 107.070 | Q     |
| 9.      | Henrik Stehlik     | 48.435            | 57.630        |      | 106.065 |       |
| 10.     | Peter Jensen       | 48.915            | 55.780        |      | 104.695 |       |
| 11.     | Flavio Cannone     | 47.450            | 56.720        |      | 104.170 |       |
| 12.     | Wiaczasłau Modziel | 47.700            | 56.180        |      | 103.880 |       |
| 13.     | Blake Gaudry       | 49.260            | 34.995        |      | 84.255  |       |
| 14.     | Jurij Nikitin      | 48.935            | 30.165        |      | 79.070  |       |
| 15.     | Diogo Ganchinho    | 48.800            | 12.640        |      | 61.440  |       |
| 16.     | Steven Gluckstein  | 48.855            | 12.165        |      | 61.020  |       |

### Finał
| Pozycja | Zawodnik           | Trudność | Wykonanie | Lot    | Kara | Łącznie |
| ------- | ------------------ | -------- | --------- | ------ | ---- | ------- |
| złoto   | Dong Dong          | 17.800   | 27.100    | 18.090 |      | 62.990  |
| srebro  | Dmitrij Uszakow    | 17.100   | 26.524    | 18.145 |      | 61.769  |
| brąz    | Lu Chunlong        | 17.100   | 25.849    | 18.370 |      | 61.319  |
| 4.      | Masaki Itō         | 16.600   | 26.300    | 17.995 |      | 60.895  |
| 5.      | Yasuhiro Ueyama    | 16.600   | 25.875    | 17.765 |      | 60.240  |
| 6.      | Nikita Fiedorienko | 17.300   | 23.900    | 17.905 |      | 59.105  |
| 7.      | Grégoire Pennes    | 17.100   | 24.500    | 17.205 |      | 58.805  |
| 8.      | Jason Burnett      | 2.200    | 2.600     | 1.915  |      | 6.715   |